# Chasseurs des ténèbres
Pour plus de détails, voir Fiche technique et Distribution.
Chasseurs des ténèbres (闇の狩人, Yami no karyudo) est un film japonais réalisé par Hideo Gosha, sorti en 1979.
C'est l'adaptation du roman du même nom de Shōtarō Ikenami.

## Synopsis
Un samouraï victime d'amnésie rencontre un homme, qui va l'utiliser comme son assassin personnel...

## Fiche technique
Sauf indication contraire, les informations mentionnées dans cette section peuvent être confirmées par la base de données cinématographiques IMDb,  présente dans la section « Liens externes ».
- Titre original : 闇の狩人 (Yami no karyudo?)
- Titre français : Chasseurs des ténèbres
- Réalisation : Hideo Gosha
- Scénario : Hideo Gosha d'après le roman de Shōtarō Ikenami
- Photographie : Tadashi Sakai
- Montage : Michio Suwa
- Musique : Masaru Satō
- Société de production : Shōchiku
- Pays d'origine : Japon
- Format : Couleurs - 2,35:1 - Mono
- Genre : action, aventure, drame
- Durée : 137 minutes
- Date de sortie :
  - Japon : 17 juin 1979

## Distribution
- Tatsuya Nakadai : Gomyo Kiyoemon
- Yoshio Harada : Yataro Tanigawa
- Tetsurō Tanba : Okitsugu Tanuma
- Mikio Narita : Gosun
- Makoto Fujita (en) : Kasuke
- Hajime Hana : Hanba
- Tatsuo Umemiya : Kawazu
- Kōji Yakusho : Kuwano
- Hideo Murota : Hino
- Hideji Ōtaki : Shiba
- Eijirō Tōno : Shogen